# Bid'a al-Kabira
Bid'a al-Kabira, auch Bid'a al-Kubra, arabisch بدعة الكبيرة / الكبرى, DMG Bidʿa al-Kabīra (geb. im 9. Jahrhundert, gest. am 10. Juli 915) war eine berühmte Dichterin und Sängersklavin im Besitz von Arib al-Mamuniyya (Lebzeit vom 790 bis um 880), selbst eine der berühmtesten arabischen Dichter und Sängersklavinnen.

## Leben
Bidʿa al-Kabīra war eine Sängersklavin von Arib al-Mamuniyya, die selbst eine Sängersklavin der berühmtesten arabischen Dichter und Sängersklavinnen war. Sie wird als äußerst schöngesichtige Frau und talentierte Sängerin und Dichterin beschrieben. Sie pflegte Umgang mit dem Kalifen al-Mu'tadid bi-'llah (860–902).
Einer Erzählung von Thabit ibn Sinan nach, habe Ishaq ibn Ayyub al-Ghalini für Bidʿa al-Kabīra hunderttausend Dinar an ihre Besitzerin bezahlt, doch sei der Verkauf nach Einspruch von Ali ibn Yahya rückgängig gemacht worden, nachdem Bidʿa al-Kabīra erklärte, dass sie mit ihrem Verkauf nicht einverstanden sei; zudem habe Arib al-Mamuniyya anschließend Bidʿa al-Kabīra freigelassen.
Sie starb am 10. Juli 915; der Sohn des Kalifen al-Muhtadi, Abu Bakr, sprach für sie das Totengebet.

## Rezeption
Abū l-Faradsch al-Isfahānī (897–967) erwähnt Bidʿa al-Kabīra in seinem Werken Buch der Lieder (Kitab al-Aghani) und im Buch der Sängersklavinnen (Kitab al-Qiyan). Zudem beschreibt er sie als schönste und beste Sängerin ihrer Zeit. Der Bagdader Historiker Ibn al-Sa'i (1197–1276) führt sie sie in seinem Werk Die Frauen der Kalifen auf, Ibn Fadlallah al-Umari (1301–1349) in seinem Hauptwerk, dem Lexikon Masālik al-abṣār fī mamālik al-amṣār in seinem Kapitel über bekannter Sängersklavinnen aufgeführt.

## Wissenswertes
Der Name Bidʿa bedeutet wörtlich so viel wie Neuheit, Innovation, aber auch Ketzterei. Im Kontext der Sängersklavinnen ist er ein typischer Sklavinnenname aus der Gruppe der Eigenschaften. Im religiös-islamischen Kontext bezeichnet Bid'a verbotene, ketzerische Neuheiten in der Religion.

### Arabische Primärquellen
- Ibn Fadlallah al-Umari (1301–1349): Masālik al-abṣār fī mamālik al-amṣār. Ins Deutsche übersetzt von Yasemin Gökpinar: Der ṭarab der Sängersklavinnen: Masālik al-abṣār fī mamālik al-amṣār von Ibn Faḍlallāh al-ʿUmarī (gest. 749/1349): Textkritische Edition des 10. Kapitels Ahl ʿilm al-mūsīqī mit kommentierter Übersetzung, Ergon Verlag, Baden-Baden 2021.

### Sekundärliteratur
- Yasemin Gökpinar: Der ṭarab der Sängersklavinnen: Masālik al-abṣār fī mamālik al-amṣār von Ibn Faḍlallāh al-ʿUmarī (gest. 749/1349): Textkritische Edition des 10. Kapitels Ahl ʿilm al-mūsīqī mit kommentierter Übersetzung, Ergon Verlag, Baden-Baden 2021, S. 164–167.